# Eric Thompson (Archäologe)
Sir John Eric Sidney Thompson (* 31. Dezember 1898 in London; † 9. September 1975 in Cambridge) war ein britischer Anthropologe und wird als einer der Pioniere der Maya-Forschung betrachtet. Nach ihm ist die sogenannte Thompson-Korrelation benannt – eine Korrelation zwischen dem Maya-Kalender der klassischen Zeit und dem Gregorianischen Kalender.
Bei der Entzifferung der Maya-Schrift galt Thompson lange Zeit als Gegenspieler von Tatiana Proskouriakoff und Juri Knorosow, die wesentliche Grundlagen zu Datierungsfragen bzw. zur Entzifferung der Maya-Schrift gelegt hatten. Da er Knorosows Forschungsergebnisse als marxistische Propaganda bezeichnete, diskreditierte Thompson Knorosows Arbeit, indem er Schwächen in dieser Arbeit nutzte, um das gesamte Werk als falsch abzutun. Dies führte dazu, dass die Entdeckungen Knorosows im Westen mehrheitlich nicht akzeptiert wurden. Nach Thompsons Tod setzten sich Knorosows Annahmen jedoch allmählich durch und bildeten die Grundlage für die weiteren Entzifferungen des Maya-Schriftsystems.
Im Jahr 1959 wurde er zum Mitglied (Fellow) der British Academy gewählt.

## Veröffentlichungen (Auswahl)
- 1962: A Catalogue of Maya Hieroglyphs, University of Oklahoma Press, Norman, Oklahoma, USA
- 1958: as Editor: Thomas Gages Travels in the New World, University of Oklahoma Press, Norman, Oklahoma, LCCN 58-6856
- 1954: The Rise and Fall of Maya Civilization, University of Oklahoma Press, Norman, Oklahoma
  - deutsch: Die Maya: Die Griechen Amerikas, Heyne, München 1975 ISBN 3-453-00637-2
- 1950: Maya Hieroglyphic Writing: Introduction, Washington
  - 1960 Neuausgabe in der Reihe The Civilizations of the American Indians, # 56, University of Oklahoma Press, Norman, Okl.
- 1939: Excavations at San José, British Honduras, Washington
- 1933: Mexico before Cortés, New York
- 1931: Archaeological Investigations in the Southern Cayo District, British Honduras, Chicago
- 1930: Ethnology of the Mayas of Southern and Central British Honduras, Field Museum of Natural History, Publication 274, Anthropological series, v. 117, no.2, Chicago